# Uniwersytet Brighama Younga

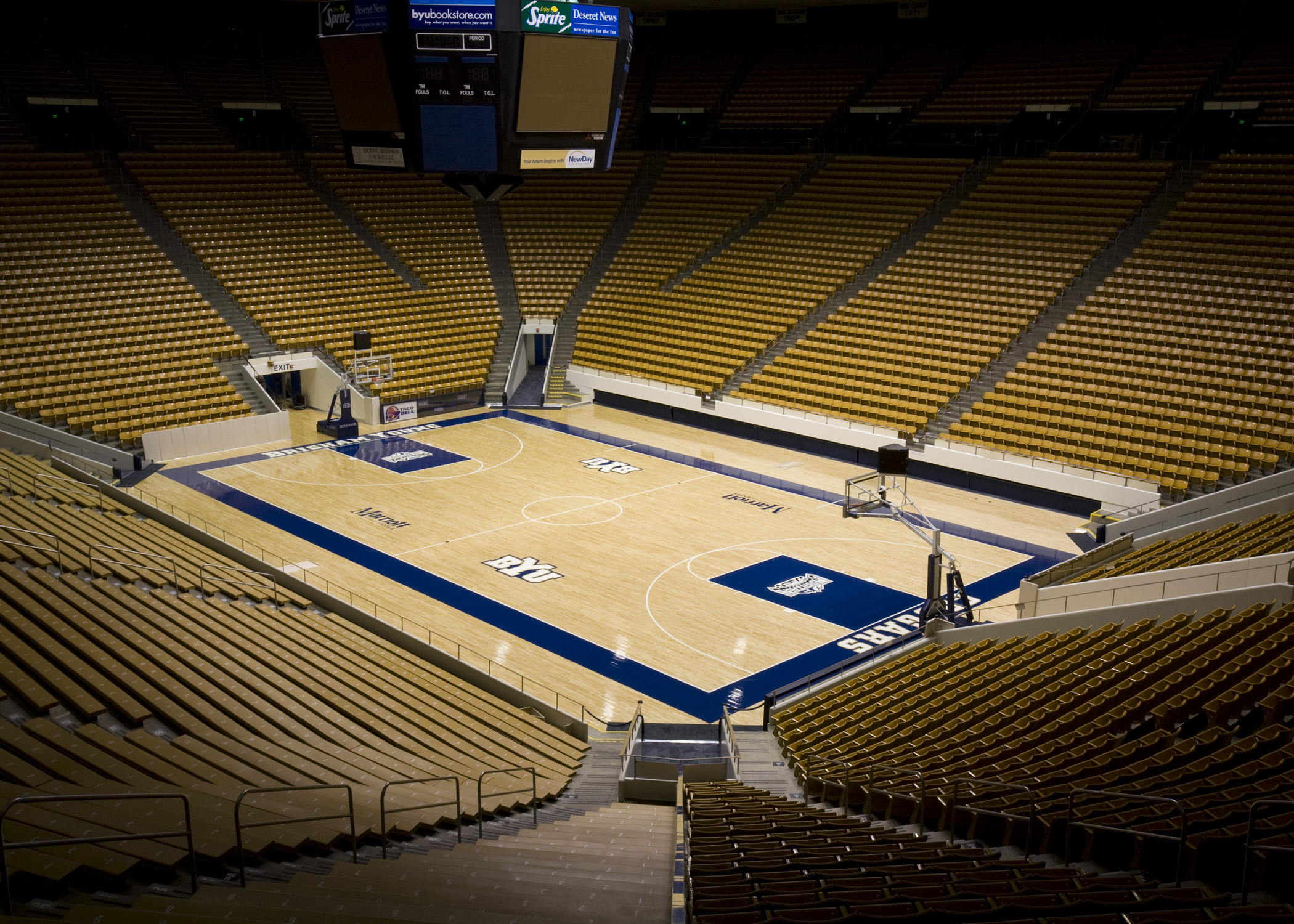
Marriott Center na Uniwersytecie Brighama Younga

Uniwersytet Brighama Younga (ang. Brigham Young University) – uniwersytet należący do Kościoła Jezusa Chrystusa Świętych w Dniach Ostatnich. Znajduje się w Provo w stanie Utah. Został założony w 1875 roku. 
Około 98% studentów to mormoni, a 2/3 pochodzi spoza stanu.
Regulamin uczelni zabrania studentom picia alkoholu, brania narkotyków i uprawiania seksu przedmałżeńskiego. Nie mogą także ubierać się wyzywająco i układać włosów w określone sposoby. Studenci muszą uczestniczyć w kursie interpretacji Księgi Mormona i innych dokumentów kościelnych. 
Uniwersytet oferuje nauczanie 70 języków, włączając w to nawet język walijski. Wielu studentów odbywa przed studiami lub w czasie zagraniczne misje kościelne.